# لانغنلونسهآيم (اتحاد إداري)
اِتِّحاد لَآنغِنٌلُونسهَآيمٌّ (بالأَلمانِيَّة: Verbandsgemeinden Langenlonsheim) هُو اِتِّحاد إِدارِي أَلمانِيَّ في مِنطَقَة بَاد كرُويتسٌنَآخ التَّابِعة لِمُحافظة كُوبلنز في وِلاَية رَآينٌ لَاند - بفَآلز في جُمهُوريَّة أَلمَانيَا الاِتّحاديّة. ويضُمُّ اِتِّحاد لَآنغِنٌلُونسهَآيمٌّ سبع بلدات بمِساحة تُقَدَّر بحَوالَي 50 كم².

## بلدَات لَآنغِنٌلُونسهَآيمٌّ
يضُمُّ اِتِّحاد لَآنغِنٌلُونسهَآيمٌّ سبع بلدات بمِساحة تُقَدَّر بحَوالَي 50 كم². وهي كالتَّالي:
| اِسم البلدَة         | ٱلِٱسم بالأَلمانِيَّة        | عَدد السُكَّان | المِساحَة (كم²) |
| ------------------ | ----------------------- | ---------- | ------------- |
| بَلْدَة برِتزِنٌهَآيمٌّ     | Gemeinde Bretzenheim    | 2٬587      | 6             |
| بَلْدَة دُورسهَآيمٌّ      | Gemeinde Dorsheim       | 713        | 2             |
| بَلْدَة غُولدِنٌتَآل      | Gemeinde Guldental      | 2٬449      | 13            |
| بَلْدَة لَآنغِنٌلُونسهَآيمٌّ | Gemeinde Langenlonsheim | 3٬847      | 12            |
| بَلْدَة لَآُوبِنٌهَآيمٌّ     | Gemeinde Laubenheim     | 802        | 3             |
| بَلْدَة غُومِّلسهَآيمٌّ     | Gemeinde Rümmelsheim    | 1٬400      | 3             |
| بَلْدَة ڤِيندِسهَآيمٌّ     | Gemeinde Windesheim     | 1٬799      | 10            |

## وُصلات خارجيّة
- صفحة اِتِّحاد لَآنغِنٌلُونسهَآيمٌّ الرّسميّة (باللُّغَةُ الألمانِيّة).

## مَراجع
1. ↑  "معلومات عن لانغنلونسهآيم (اتحاد إداري) على موقع d-nb.info". d-nb.info. مؤرشف من الأصل في 2019-12-13. {{استشهاد ويب}}: |archive-date= / |archive-url= timestamp mismatch (مساعدة)
2. ↑  "معلومات عن لانغنلونسهآيم (اتحاد إداري) على موقع viaf.org". viaf.org. مؤرشف من الأصل في 2016-12-26.